# 儲顯祚
儲顯祚（？—？），號文曙，南直隸常州府宜興縣人，明朝政治人物。

## 生平
儲顯祚是萬曆三十七年（1609年）己酉科應天鄉試舉人，四十四年（1616年）丙辰科三甲進士。吏部觀政，四十七年授戶部浙江司主事，管臨清鈔关，有宦官聚眾鬧事，儲顯祚果斷杖罰為首者。天啟元年（1621年）升陕西司郎中，奉命管理延寧糧儲，延鎮軍餉短缺達一百二十餘萬，儲顯祚上疏痛陳，靈活調劑，使軍心得以安定。二年（1622年）出為襄陽府知府，當時正值魏忠賢掌權，此前被儲顯祚杖罰的宦官屬其黨羽，儲顯祚因而乞歸，五年（1625年）三月升貴州按察司副使，六年丁憂歸。七年（1627年）魏忠賢敗亡，崇禎元年（1628年）起補湖廣按察司副使、兵備下江，三年升本省右参政，八年升江西左參政。

## 著作
著有《歷朝史斷》三十卷。

## 家族
曾祖儲邦美。父儲士魯，封文林郎。
兄儲昌祚亦為進士，官至四川按察司僉事、兵備重慶。清光緒《重刊宜興縣舊志》二人皆有傳。